# الدرداء (حزم العدين)

تعديل مصدري - تعديل

الدرداء هي إحدى قرى عزلة الأصيور بمديرية حزم العدين التابعة لمحافظة إب، بلغ تعداد سكانها 1126 نسمة حسب تعداد اليمن لعام 2004.